# Violencia política

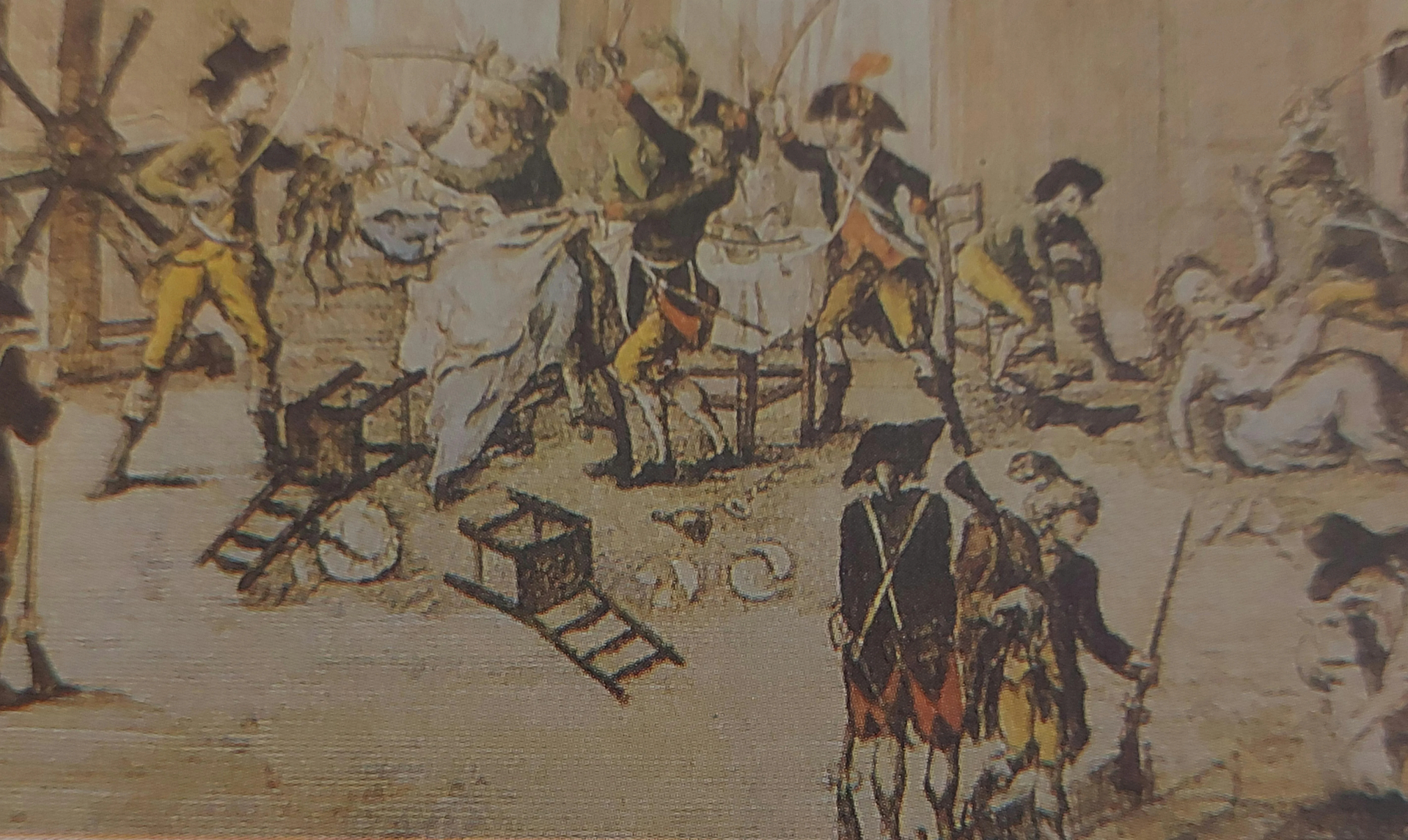
Estampa sobre la violencia política.

La violencia política es un medio común usado por los pueblos y gobiernos de todo el mundo para lograr objetivos políticos, esto es, relacionados con los siguientes poderes; legislativo, ejecutivo y judicial de un Estado. Se trata de un concepto habitualmente utilizado en Ciencias sociales y políticas que hace referencia a destrucciones o atentados físicos contra objetos, instituciones o personas cuyo propósito, selección de daños y víctimas, puesta en escena y efecto poseen una significación política y tienden a modificar el comportamiento de los protagonistas en una situación de negociación mediante una coerción consumada. Por lo general suele calificarse por parte del poder constituido en legitimidad como delito de asalto o vandalismo, pero sus fines (suponiendo que haya fines) son políticos, aunque sus medios sean violentos.

## Concepto e historia
Como muchos grupos y personas creen que sus sistemas políticos no responden a sus demandas políticas, recurren a uno de los Derechos del hombre reconocidos, implícitamente, en la Declaración de Independencia de los Estados Unidos (1776) y, explícitamente, en las Constituciones de la Revolución Francesa de 1789 y 1793, el de Resistencia a la opresión, para cambiar la forma de gobierno en todo o en parte (alguna disposición concreta) por medio de acciones de fuerza. Es, pues, una forma de activismo, propaganda, presión o persuasión entre muchos otros menos discutibles según criterios éticos, como la desobediencia civil o la no violencia.
Han estudiado el papel de la violencia política en la historia teólogos, filósofos, historiadores, politólogos y sociólogos como Tomás de Aquino, que autorizó en el siglo XIII el levantamiento popular contra los gobiernos tiránicos y en el siglo XVI, Nicolás Maquiavelo, para quien la razón de estado justifica a veces realizar el mal menor para evitar el mal mayor y la crueldad puede estar justificada en un buen gobierno, ya que la política es una realidad ajena a toda moral, si es que es a hombres a los que hay que gobernar. En el siglo XIX, Karl Marx afirmaba que "la violencia es la comadrona de la Historia" y por lo tanto está autorizada por la lucha de clases y el materialismo histórico, y su amigo y seguidor Friedrich Engels escribió al respecto un ensayo no concluido, El papel de la violencia en la Historia (1888). También estudió este fenómeno el sociólogo Georges Sorel en sus Reflexiones sobre la violencia (1908), autorizando en cierta manera el Terrorismo de fin político y social. La legitimidad de la acción política violenta la ofrece a posteriori el éxito de la misma. Como escribió Pedro Calderón de la Barca en su La vida es sueño, cuando en la tercera jornada estalla la guerra civil, "a batallas tales / quienes vencen son leales / los vencidos, los traidores".
Como resultado, personas, grupos, religiones y algunos regímenes políticos suelen creer que algunos o todos los distintos tipos de violencia política no solo están justificados, sino que son necesarios para lograr objetivos políticos y algunos gobiernos los utilizan para intimidar a sus poblaciones e inclinarlas a la aquiescencia. La inacción o pasividad de un gobierno también puede ser tomada como una forma de violencia política, por ejemplo cuando, en vísperas de la Guerra civil española, el Gobierno republicano adoptó una actitud de no intervención ante el incendio y pillaje de iglesias y, posteriormente, no reprimió sino muy tarde los actos violentos de los grupos paramilitares comunistas y anarquistas que se levantaron contra los levantados y a los que ella misma permitió que se les diesen armas. En el curso de la historia, el siglo XX ha sido probablemente el siglo con más violencia de esta clase que ha existido nunca. Sin embargo, al menos en el campo de la izquierda, hubo un Revisionismo de la filosofía política marxista por parte de Eduard Bernstein y Jean Jaurès que excluyó la idea de la revolución violenta para alcanzar el socialismo y optó por la evolución para llegar a él mediante el sindicalismo y la acción política.

## Clases de violencia política
- Genocidio, o destrucción deliberada y sistemática, en todo o en parte, de una etnia, raza, religión o grupo nacional. Por ejemplo, el Genocidio armenio
- Violaciones de los derechos humanos, reconocidos en la Declaración Universal de los Derechos Humanos de los países inscritos en la ONU, como la esclavitud, la violencia de género, la discriminación racial, el acoso, etcétera
- Guerras de distinto tipo.
- Violencia policial y también paramilitar (Tonton Macoutes, etc.) u organizada (Ku-Klux-Klan).
- Hambre, por ejemplo la hambruna causada por Hitler para exterminar a dos millones de prisioneros de guerra soviéticos durante la Segunda Guerra Mundial.
- Insurgencia, guerrilla, guerrilla urbana o rebeldía violenta de los nativos de un país contra su Gobierno o forma política.
- Contrainsurgencia, o represión violenta de la insurgencia por parte del estado, también llamado terrorismo de Estado, recurriendo a procedimientos como el asesinato político o la ejecución extrajudicial o secuestro o encarcelamiento extrajudicial o por orden reservada.
- Terrorismo, en realidad una forma de insurgencia.
- Tortura
- Pena de muerte o capital.
- Migraciones forzosas, Desplazados internos y refugiados.
- Lavado de cerebro o "Reeducación política"
- Violencia política por razón de género, que desde el año 2000 dio lugar en Bolivia, como país pionero, a un primer Proyecto de Ley Contra el Acoso y la Violencia Política en Razón de Género, seguidos de otros, como Panamá y Perú, con leyes específicas contra este tipo de violencia.[1]

### Escala
El espectro de acciones y eventos cubiertos por el concepto de violencia política es muy amplio. Se presenta en la tabla siguiente establecida por Paul Wilkinson
| Gran escala                        | Pequeña escala                                                                      |
| ---------------------------------- | ----------------------------------------------------------------------------------- |
| * Revueltas y violencia callejeras | * Actos aislados de sabotaje o ataque a propiedades                                 |
| * Rebelión armada o resistencia    | * Intento aislado de asesinato                                                      |
| * Revolución o contrarrevolución   | * Guerra de clanes y vendettas                                                      |
| * Terrorismo de Estado o represión | * Terrorismo político                                                               |
| * Guerra civil                     | * Guerrilla local o a pequeña escala                                                |
| * Guerra limitada                  | * Terrorismo transnacional e internacional                                          |
| * Guerra nuclear                   | * Incursiones, raids, razzias o algaras de tipo guerrilla sobre estados extranjeros |

## Organizaciones contra la violencia política
Las violaciones de los derechos humanos son supervisadas por comités de las Naciones Unidas (Consejo de Seguridad, Asamblea General), por el Tribunal Penal Internacional de La Haya, las instituciones nacionales, muchos gobiernos y organizaciones no gubernamentales independientes, como Amnistía Internacional, la Federación Internacional por los Derechos Humanos, Human Rights Watch, la Organización Mundial Contra la Tortura, la Casa de la Libertad, la Antiesclavitud Internacional etcétera. Estas organizaciones reúnen pruebas y documentación de las presuntas violaciones de los derechos humanos y ejercen presión para hacer cumplir las leyes de derechos humanos.